# Piptochaetium fimbriatum
Piptochaetium fimbriatum är en gräsart som först beskrevs av Humb., Bonpl. och Carl Sigismund Kunth, och fick sitt nu gällande namn av Albert Spear Hitchcock. Piptochaetium fimbriatum ingår i släktet Piptochaetium och familjen gräs. Inga underarter finns listade i Catalogue of Life.